# Schmitten FR
| FR ist das Kürzel für den Kanton Freiburg in der Schweiz. Es wird verwendet, um Verwechslungen mit anderen Einträgen des Namens Schmitten zu vermeiden. |

Schmitten ist eine politische Gemeinde im Sensebezirk des Kantons Freiburg in der Schweiz. Die Gemeinde wurde früher auf Französisch auch „Favarges“ genannt, was so viel wie „die Schmieden / les forges“ hiess. Dieser Name wird heute nicht mehr verwendet.

## Geographie
Schmitten liegt auf 647 m ü. M., 9 km nordöstlich des Kantonshauptortes Freiburg (Luftlinie). Das Dorf erstreckt sich auf einer leicht nach Norden geneigten Hochfläche östlich des Dälihubels, im Hügelland des östlichen Freiburger Mittellandes.
Die Fläche des 13,6 km² grossen Gemeindegebiets umfasst einen Abschnitt des Molassehügellandes zwischen den Flusstälern der Saane und Sense, das vom eiszeitlichen Rhonegletscher überformt wurde. Der östliche Teil des Gemeindegebietes wird von Süden nach Norden von der Taverna durchflossen, die sich im Lauf der Zeit rund 60 m in das Sandsteinplateau eingeschnitten und einen 200 bis 300 m breiten flachen Talboden ausgebildet hat. Östlich dieses Tals reicht das Gebiet auf das Plateau von Burg und Ettelberg (687 m ü. M.) und bis an den Lettiswilbach, einen rechten Zufluss der Taverna.
Westlich der Taverna umfasst das Gemeindegebiet ein leicht gewelltes Hochland. Es reicht vom Quellgebiet des Richterwilbachs (Zufluss der Saane) südwärts über die Höhen von Dälihubel (707 m ü. M.) und Oberholz (701 m ü. M.) in die breite Mulde von Bergmoos und Lanthenmoos. Südlich davon befinden sich die Waldhügel Lanthenholz (741 m ü. M.) und Wylerholz, auf dem mit 767 m ü. M. der höchste Punkt von Schmitten erreicht wird. Auch das Fragnièremoos (oder Franislismoos) südlich von Ried gehört zu Schmitten. Von der Gemeindefläche entfielen 1997 12 % auf Siedlungen, 14 % auf Wald und Gehölze, 73 % auf Landwirtschaft, und etwas weniger als 1 % war unproduktives Land.
Zu Schmitten gehören neben dem eigentlichen Dorf zahlreiche Weiler, Hofsiedlungen und Einzelhöfe. Die bedeutendsten davon sind:
- Mülital, 590 m ü. M., an der Mündung des Mülibachs in die Taverna
- Zirkels, 603 m ü. M., im Tal der Taverna
- Bunziwil, 630 m ü. M., am östlichen Talhang der Taverna
- Burg, 658 m ü. M., auf dem Plateau östlich der Taverna, der östlich der Dorfstrasse gelegene Teil des Weilers gehört zur Nachbargemeinde Tafers
- Lanthen, 650 m ü. M., am Rand der Mulde des Lanthenmooses, südlich von Schmitten
- Berg, 653 m ü. M., in der Mulde zwischen Oberholz und Dälihubel, am Rand des Bergmooses
- Fillistorf, 630 m ü. M., am Nordhang des Hubels
- Ried, 669 m ü. M., am Nordrand des Fragnièremooses und am Hang des Oberholzes
- Unter Tützenberg, 676 m ü. M., auf einer Geländeterrasse über dem Tavernatal, am Osthang des Wylerholzes
- Ober Tützenberg, 718 m ü. M., auf der Höhe südlich des Wylerholzes

Nachbargemeinden von Schmitten sind Wünnewil-Flamatt, Tafers, Düdingen und Bösingen.
Laut der Volkszählung aus dem Jahr 2000 gehört die Gemeinde Schmitten zur Agglomeration Bern.

## Bevölkerung

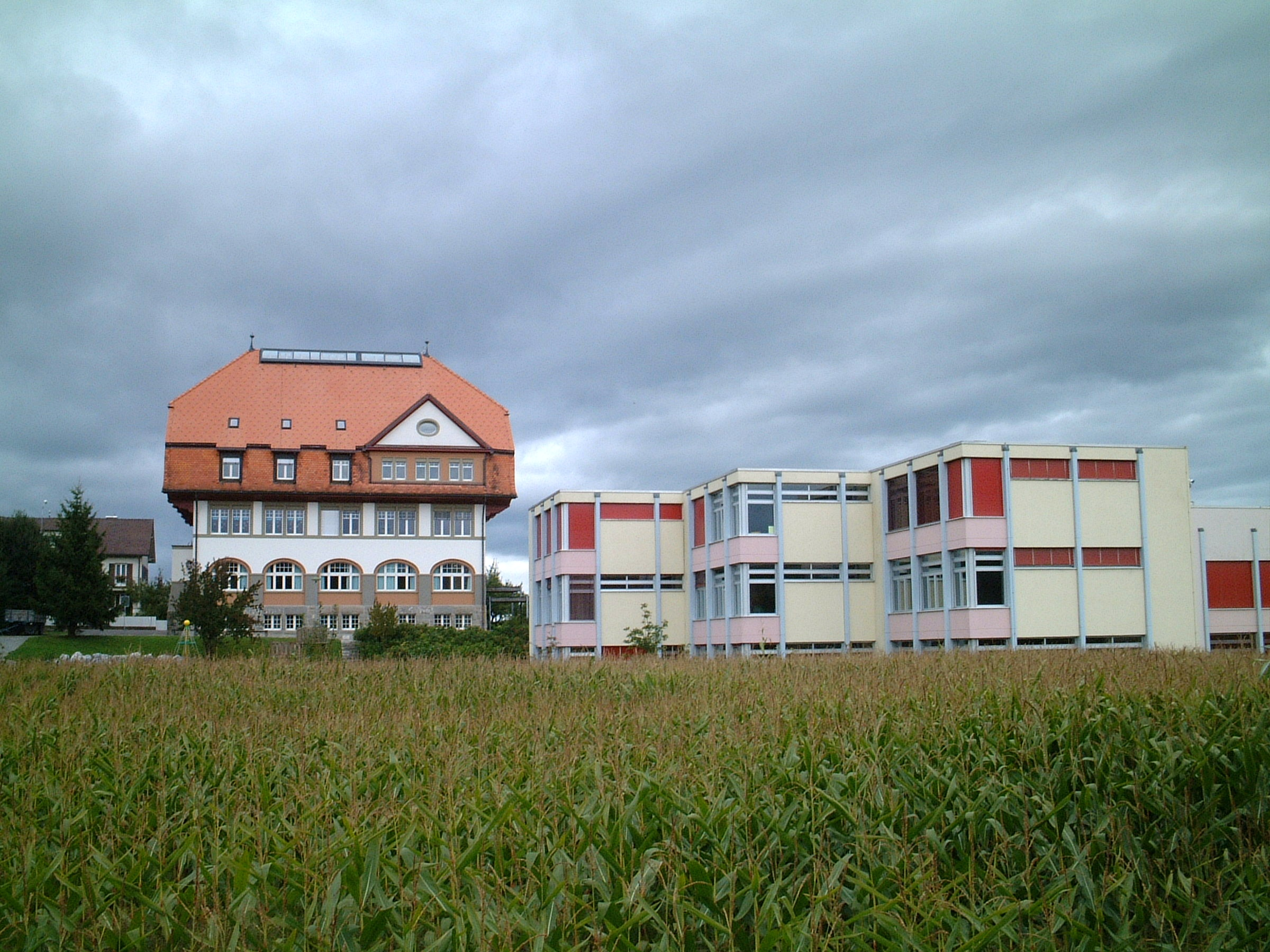
Schulhäuser (2001)

Mit 4300 Einwohnern (Stand 31. Dezember 2023) gehört Schmitten zu den mittelgrossen Gemeinden des Kantons Freiburg. Von den Bewohnern sind 92,0 % deutschsprachig, 2,2 % französischsprachig, und 1,6 % sprechen Albanisch (Stand 2000). Die Bevölkerungszahl von Schmitten belief sich 1930 auf 1461 Einwohner. Zwischen 1960 (1694 Einwohner) und 2000 wurde eine Verdoppelung der Einwohnerzahl verzeichnet.

## Politik
Der Schmittener Gemeinderat (Exekutive) besteht aus neun Mitgliedern (3 CVP, 2 SVP, 2 SP, 2 ML-CSP). Gemeindeammann (Vorsteher des Gemeinderates) ist seit 2016 Hubert Schafer. (Stand 2021)

## Wappen
| Wappen der Gemeinde Schmitten, Freiburg | Blasonierung: «In Rot eine pfahlweise gestellte, goldgekrönte, natürliche Schlange zwischen blauer Zange und goldgestieltem, blauem Hammer.» |
| Wappen der Gemeinde Schmitten, Freiburg | Wappenbegründung: Als sich Schmitten 1922 definitiv von Düdingen trennte, wählte die Gemeinde fortan das Wappen des Heiligen Eligius, Schutzpatron der Schmiede, als Gemeindewappen. Zange, Schlange und Hammer stehen als Symbol für den Ortschaftsnamen Schmitten, welcher sich auf Schmiede bezieht. Der rote Hintergrund könnte als Erinnerung an die Abtrennung von Düdingen gewählt worden sein. Das Wappen wird seit 1922 offiziell von der Gemeinde verwendet. |

## Wirtschaft
Schmitten war bis Mitte des 20. Jahrhunderts ein vorwiegend durch die Landwirtschaft geprägtes Dorf. Durch die Melioration ehemals sumpfiger Niederungen wurde im 19. und zu Beginn des 20. Jahrhunderts wertvolles Kulturland gewonnen. Im Fragnièremoos wurde früher Torf gestochen. Noch heute haben die Milchwirtschaft, die Viehzucht sowie der Ackerbau und der Obstbau einen gewissen Stellenwert.
Zahlreiche weitere Arbeitsplätze sind im lokalen Kleingewerbe und im Dienstleistungssektor vorhanden. Beim Bahnhof entwickelte sich dank der guten Verkehrsanbindung eine ausgedehnte Gewerbe- und Industriesiedlung. Heute sind in Schmitten Betriebe des Bau- und Transportgewerbes, des Holzbaus, des Metallbaus, des Maschinenbaus, der Möbelbranche, eine Grossbuchbinderei und Druckerei, eine Verteilzentrale (von Denner), mechanische Werkstätten und Käsereien sowie eine Firma für Bodenbeläge ansässig. In den letzten Jahrzehnten hat sich das Dorf auch zu einer Wohngemeinde entwickelt. Viele Erwerbstätige sind deshalb Wegpendler, die hauptsächlich in den Regionen Freiburg und Bern arbeiten.

## Verkehr

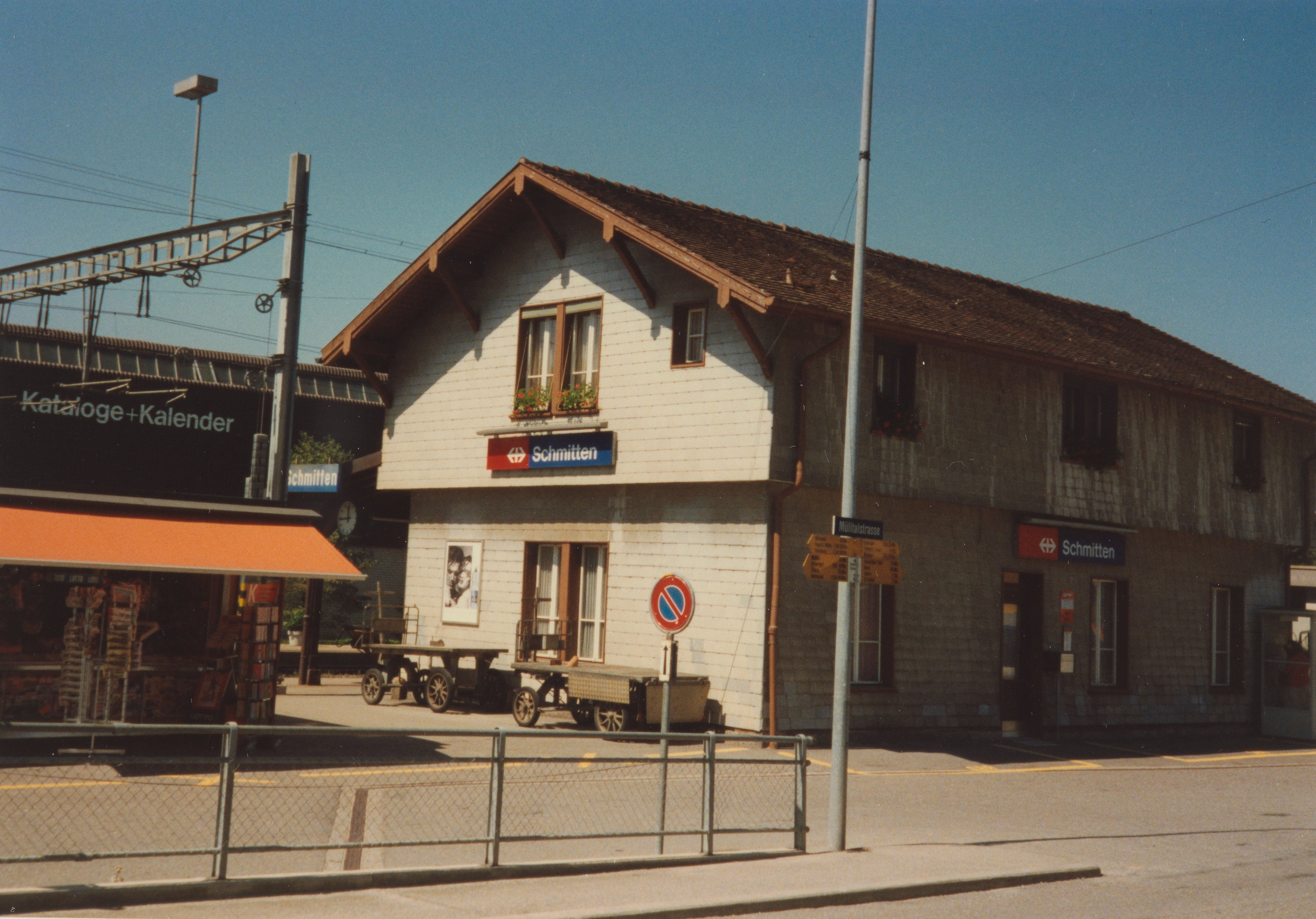
Bahnhof Schmitten (1990)

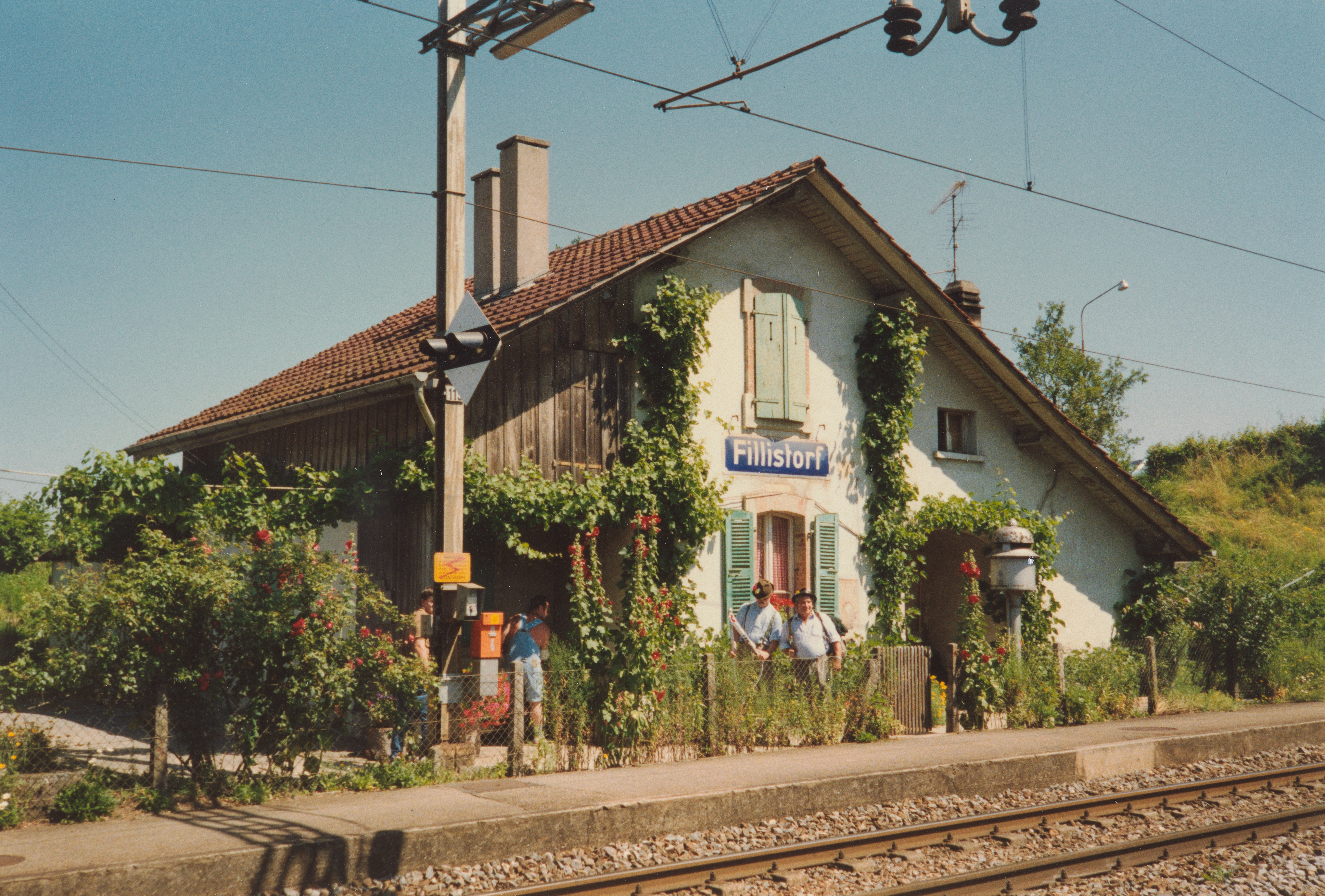
Ehemalige Haltestelle Fillistorf (1990)

Die Gemeinde ist verkehrsmässig gut erschlossen. Sie liegt nahe der alten Hauptstrasse von Bern nach Freiburg. Der nächste Anschluss an die in diesem Teilstück bereits 1973 eröffnete Autobahn A12 (Bern-Vevey) befindet sich rund 6 km vom Ortskern entfernt. Am 2. Juli 1860 wurde die Eisenbahnlinie von Bern nach Düdingen (Balliswil) mit einem Bahnhof in Schmitten und einer Haltestelle bei Fillistorf in Betrieb genommen. Für die Feinverteilung im öffentlichen Verkehr sorgen die Buslinien der Transports publics Fribourgeois, welche die Strecken von Freiburg nach Schmitten und von Schmitten nach Schwarzenburg bedienen.

## Geschichte
Im Mittelalter trug das Dorf den Namen Schmitton, im 14. Jahrhundert war der Name Zer Schmitten üblich. Da die Kapelle von Schmitten dem heiligen Otmar geweiht war, wurde der Ort zeitweise auch Othmarswil genannt (erstmals bezeugt im Jahr 1379).
Schmitten unterstand im Mittelalter den Grafen von Thierstein und gelangte im 15. Jahrhundert unter die Herrschaft von Freiburg, wobei es der Alten Landschaft (Aupanner) zugeordnet wurde. Nach dem Zusammenbruch des Ancien Régime (1798) gehörte Schmitten während der Helvetik und der darauf folgenden Zeit zum Distrikt Freiburg und ab 1831 zum Deutschen Bezirk Freiburg, bevor es 1848 mit der neuen Kantonsverfassung in den damals neu geschaffenen Sensebezirk eingegliedert wurde.
Sowohl kirchlich als auch politisch gehörte Schmitten stets zu Düdingen. In der Pfarrgemeinde Düdingen bildete Schmitten zwei Pfarrbezirke (so genannte Schrote), nämlich den Wiler- und den Lantenschrot. Mit der Einführung der liberalen Kantonsverfassung 1831 wurden die vier Schrote der Pfarrgemeinde Düdingen selbständige Gemeinden, was jedoch bereits 1832 wieder rückgängig gemacht wurde. Der Wiler- und der Lantenschrot wurden nun zum Schmittenschrot zusammengefasst, der nach kirchlicher und politischer Selbständigkeit strebte. Aufgrund von Differenzen innerhalb der Pfarrgemeinde Düdingen wurde Schmitten im Jahr 1885 eine eigene Pfarrei.
Diese Tatsache und der Umstand, dass Schmitten einen Bahnhof besass, der zum Zentrum des regionalen Umlandes wurde, führten schliesslich auch zu den Bestrebungen, eine politisch selbständige Gemeinde zu werden. Nach einer Konsultativabstimmung in Schmitten (95 % der Bevölkerung sprachen sich für eine eigenständige Gemeinde aus) und gegen den Willen des Düdinger Gemeinderates beschloss der Freiburger Grosse Rat am 21. November 1922, Schmitten in den Status einer politischen Gemeinde zu erheben. Eine weitere Gebietsveränderung wurde 1976 vollzogen, als die Gemeinde Wünnewil-Flamatt ein Wohngebiet von 29 Hektaren nördlich des Bahnhofes an Schmitten abtrat.

## Sehenswürdigkeiten

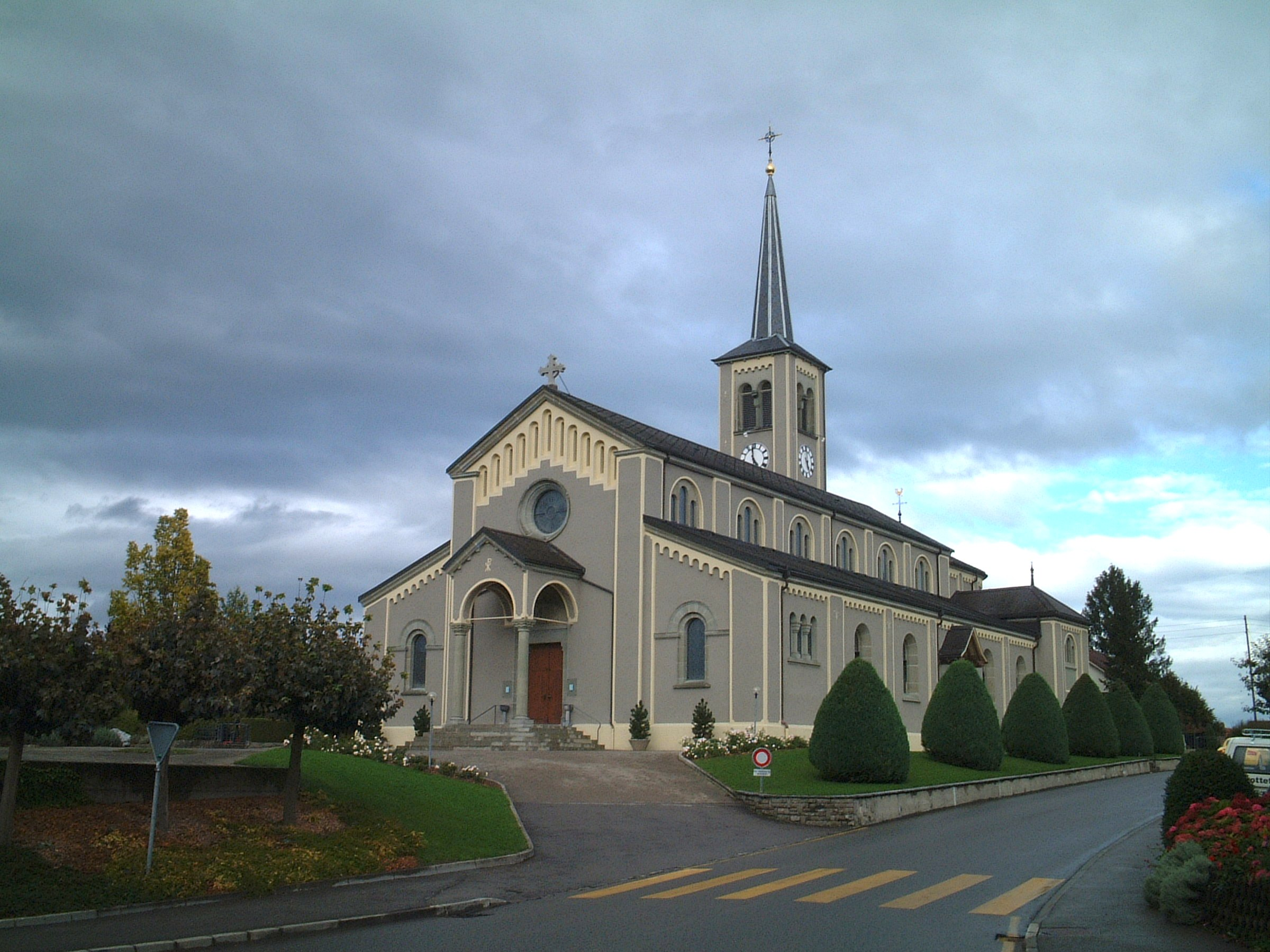
Pfarrkirche St. Joseph

Die Pfarrkirche Sankt Joseph wurde von 1896 bis 1898 im Stil der Neuromanik durch den Schweizer Architekten und Divisionär Heinrich Viktor von Segesser erbaut und erinnert an eine frühchristliche Basilika; Segesser erbaute im gleichen Stil auch die Dreifaltigkeitskirche in Bern. Auf dem Gebiet von Schmitten befinden sich mehrere Herrenhäuser, darunter das Schloss Hohezelg (1754), das Schlössli an der Bahnhofstrasse 23 von 1742 und der Landsitz Fillistorf von 1860. Besonders die Weiler von Schmitten zeigen charakteristische Bauernhäuser aus dem 17. bis 19. Jahrhundert. Auf dem Gemeindeboden stehen drei Kapellen: die 1921 geweihte Bergkapelle oberhalb von Berg auf dem Dälihubel, die Mühletalkapelle von 1912 auf einem Hügel zwischen dem Mülital und dem Tavernatal sowie die Marienkapelle in Ober Tützenberg, die 1850 im Biedermeierstil an der Stelle eines Vorgängerbaus errichtet wurde.

## Brauchtum
Einige alte Bräuche und Sitten haben sich in Schmitten erhalten können.
- Fronleichnamsprozession
- St. Nikolaus im Dezember: Der Santiklous besucht auf Bestellung die Familien mit Kindern.
- Am 1. Mai gehen die Kinder beim Maisingen von Haus zu Haus.

## Persönlichkeiten
- Aloys Müller (1892–1979), Mediziner, Physiologe und Hochschullehrer
- Peter Boschung (1912–1999), Mediziner, Mundart-Schriftsteller und Kulturpolitiker
- Erwin Jutzet (* 1951), Politiker, Staatsrat des Kantons Freiburg (SP)
- Simone Grossrieder (* 1989), Grossrätin (Grüne)